# Cladonema pacificum
Cladonema pacificum is een hydroïdpoliep uit de familie Cladonematidae. De poliep komt uit het geslacht Cladonema. Cladonema pacificum werd in 1955 voor het eerst wetenschappelijk beschreven door Naumov. De hydroïdpoliep Cladonema pacificum heeft een zeer klein aangehecht poliepstadium (ongeveer 0,5 mm hoog) en een klein, maar meer opvallend planktonische medusestadium.

## Verspreiding
Cladonema pacificum werd voor het eerst beschreven vanuit de noordwestelijke Stille Oceaan en geïntroduceerde exemplaren zijn gevonden in Bodega Bay, Californië en bij de kust van Panama. De poliepen zijn in aquaria opgemerkt, groeiend op zandkorrels en de zijkanten van tanks. In de natuur werden ze gevonden op schelpen van weekdieren, tussen rotsen en algen in de kustzone. Er is zeer weinig bekend over de ecologie van deze soort en er zijn geen effecten gemeld.